# فوندا، آنگولا
فوندا (به انگلیسی: Funda) شهری در استان بنگو واقع در کشور آنگولا است که در سال ۲۰۰۹ میلادی ۳٬۴۷۹ نفر جمعیت داشته است.